# Justin Welby
Justin Portal Welby, född 6 januari 1956 i London, är en brittisk präst och biskop inom Engelska kyrkan. Han var 2013–2025 den 105:e ärkebiskopen av Canterbury, och därmed Engelska kyrkans primas och symbolisk ledare för Anglikanska kyrkogemenskapen. Welby har tidigare varit biskop av Durham.

## Biografi

### Studier och tidig karriär
Justin Welby gick i skolan vid Eton College och studerade därefter historia och juridik på Trinity College vid Universitetet i Cambridge. Efter att ha avlagt en mastersexamen 1978 arbetade han inom oljeindustrin, bland annat för Elf Aquitaine i Frankrike och Storbritannien.
Welby var aktiv lekman inom Engelska kyrkan, först i församlingsrådet i utlandsförsamlingen i Paris och senare i den evangelikala församlingen Holy Trinity Brompton i London. Han lämnade oljeindustrin 1989 för att bli prästkandidat och studera teologi på St John's College vid Durhams universitet. Efter att ha avlagt en kandidatexamen i teologi 1992 vigdes han i Coventry stift till diakon, och 1993 till präst. Hans första uppdrag var som komminister i Nuneaton.

### Ledare inom Engelska kyrkan
Efter tiden som komminister övergick Welby till olika ledande befattningar inom kyrkan, först som kyrkoherde i Southam 1995–2002. Han ansvarade för två kyrkor, och han beskrivs som att båda församlingarna växt i antal deltagare under hans ledarskap.
Welby knöts till katedralen i Coventry som kanik 2002–2005 och subdekan 2005–2007. Han var bland annat ledare för katedralens internationella arbete med försoning, och arbetade tillsammans med anglikanska missionsorganisationer med konfliktlösning i Afrika och Mellanöstern. Under en tid var han dåvarande ärkebiskopens av Canterbury Rowan Williams sändebud i Afrika, och arbetade bland annat med fredsskapande insatser mellan kristna och muslimer i Nigeria samt medling mellan en nigeriansk folkgrupp och oljebolaget Shell Oil Company.
Från 2006 var Welby för en kort tid arbetsledande präst i Holy Trinity Coventry, innan han 2007 utsågs till dekan för katedralen i Liverpool.

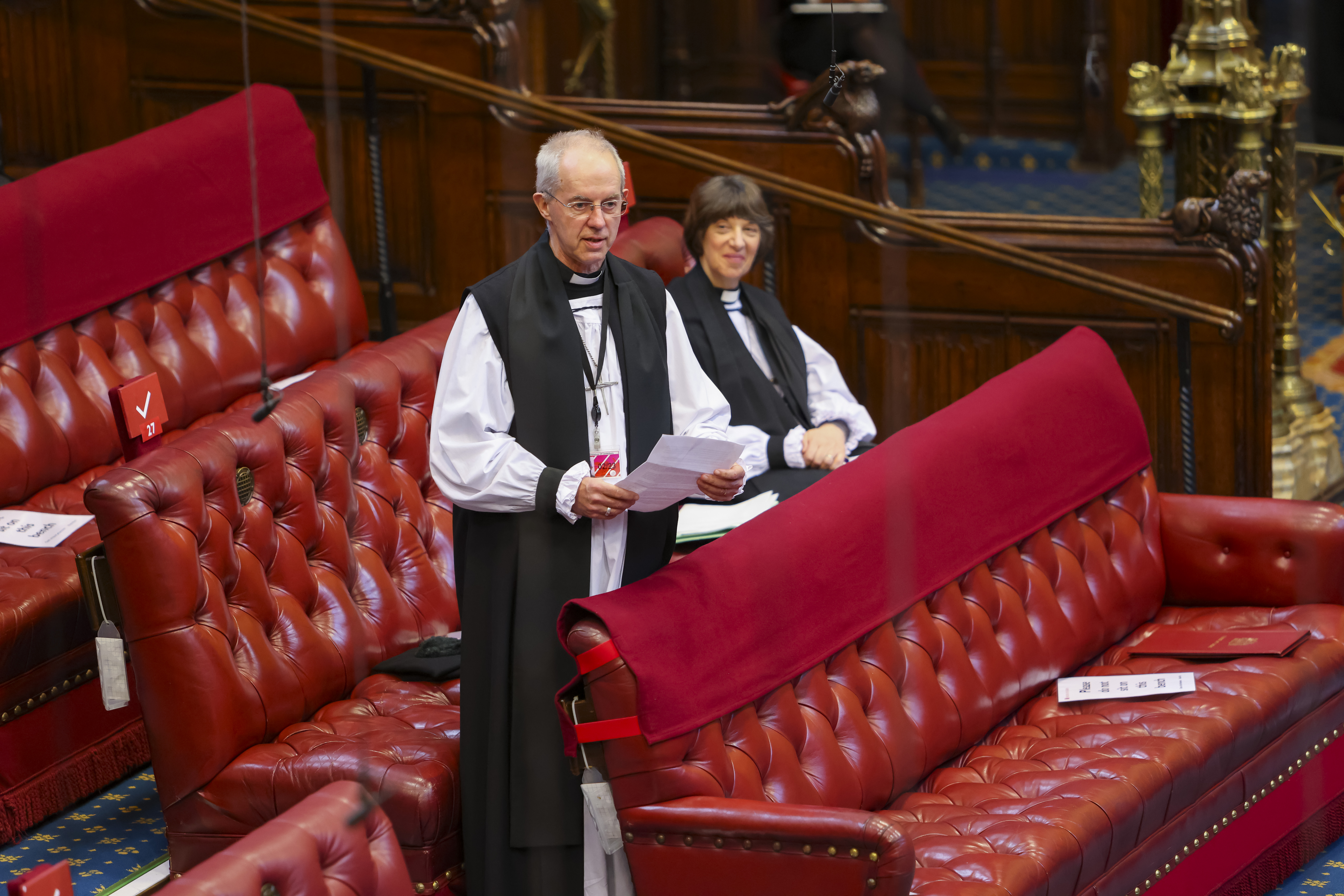
Ärkebiskop Justin Welby talar i Brittiska överhuset (april 2021).

### Biskop och ärkebiskop
Justin Welby biskopvigdes den 28 oktober 2011, som ny biskop av Durham. I denna roll blev han även automatiskt en av Engelska kyrkans 42 andliga lorder med säte i det brittiska parlamentets överhus.
Redan nästföljande år utsågs han till Rowan Williams efterträdare som ärkebiskop av Canterbury, det främsta andliga uppdraget inom Engelska kyrkan och den symboliska ledaren för hela den internationella anglikanska kyrkan. Han blev stiftets 105 biskop och den första att installeras av en kvinnlig präst, ärkediakonen av Coventry Sheila Watson, samt den förste att utse en kvinnlig präst som ärkebiskopens kaplan; i media rapporterades detta som symboliskt, då Welby uttalat sig för att ordinera kvinnor till biskopsämbetet samtidigt som Engelska kyrkan bara fyra månader tidigare avslagit ett sådant förslag.
Vid tillträdet som ärkebiskop ansågs Welby tillhöra den evangelikala delen av Engelska kyrkan, med en konservativ bibelsyn kring samkönade äktenskap. Samtidigt var han en stark förespråkare för ordination av kvinnliga präster, och en karismatisk företrädare som senare uppgett att han talar i tungor.

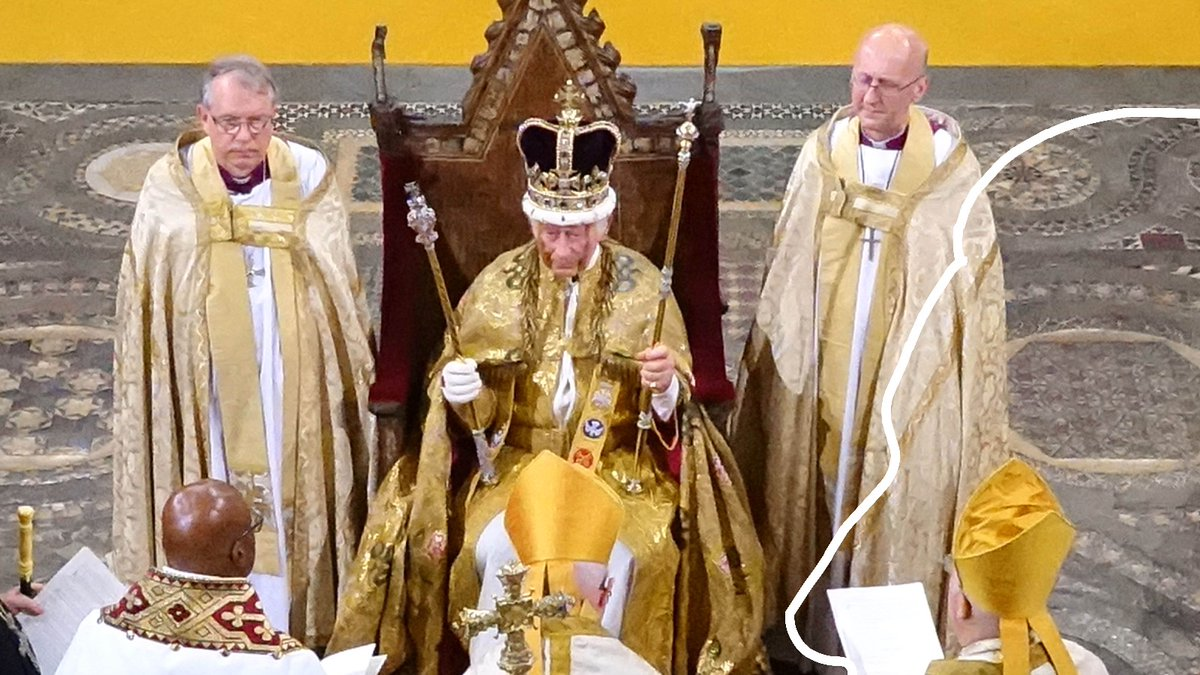
Justin Welby var officiant vid kröningen av Charles III i maj 2023. Här syns Welby bakifrån, framför kungen.

Trots förhoppningar om att Welby skulle kunna ena den Anglikanska kyrkogemenskapen, som upplevt splittringar över synen på kvinnliga präster och samkönade äktenskap, har hans ämbetsperiod snarare lett till fördjupade klyftor där vissa kyrkor anser Engelska kyrkan vara för konservativ, medan andra anser den för liberal. Welby har i sammanhanget kritiserats för att inte kunnat ge ett rakt svar på frågan om samkönade relationer utgör synd, men också för ha ställt sig bakom att Engelska kyrkan sedan 2023 möjliggör för samkönade borgerliga äktenskap att välsignas i kyrkan. För att försöka hålla samman kyrkan har han vidhållit att han själv inte välsignar samkönade par, men trots det förklarade tio ärkebiskopar från Anglikanska kyrkogemenskapen i februari 2023 att de inte längre erkänner ärkebiskopen av Canterbury som gemenskapens högsta företrädare.
Som ärkebiskop var Welby officiant vid drottning Elizabeth II:s statsbegravning i september 2022, liksom vid kröningen av kung Charles III och drottning Camilla i maj 2023. Han svarade också för framtagandet av den nya kröningsliturgin.
I november 2024 publicerades en utredning om sexuella övergrepp som begåtts inom Engelska kyrkan, främst under 1970- och 1980-talet. I utredningen framkom att Welby 2013 fått kännedom om några av övergreppen men inte själv agerat för att upprätta en polisanmälan. Enligt utredningen kunde och borde Welby ha agerat, och hans underlåtelse att polisanmäla förövaren innebar ett missat tillfälle att lagföra förövaren. Welby bad visserligen om ursäkt för detta men samtidigt väcktes krav på att han skulle lämna sitt ämbete bland ledamöterna av Engelska kyrkans generalsynod och från en av kyrkans biskopar. På kort tid samlades även över 13 000 namnunderskrifter in bland allmänheten med motsvarande krav.
Den 12 november 2024 meddelade Welby att han begärt kung Charles III:s tillstånd att lämna sitt ämbete som ärkebiskop, detta med anledning av rapporten. Tidplanen skulle meddelas så snart den praktiska arbetsgången och en tillfällig ansvarsfördelning kunnat utredas. Ansvaret för frågor rörande skydd av utsatta och kamp mot övergrepp delegerades omedelbart. Den 4 december meddelade Lambeth Palace att kungen beviljat Welbys avgång från och med den 7 januari. Media rapporterade att Welby tillbringade sin sista arbetsdag Trefaldighetsdagen i Lambeth Palace, där han slutligen också lade ned sin biskopsstav.

## Privatliv
Welby är gift med Caroline Eaton. Paret har sex barn, varav ett avled vid sju månaders ålder.